# Sveti Petar u okovima
Sveti Petar u okovima (tal. San Pietro in Vincoli) je katolička crkva i bazilika u  Rimu, poznata po Michelangelovoj statui  Mojsija, dijelu groba pape Julija II.

## Povijest
Poznata i kao Basilica Eudoxiana, sagrađena je prvo na starim ostatcima između 432. i 440. da bi se u njoj smjestile relikvije okova kojima je Sveti Petar bio okovan u Jeruzalemu, poznatim iz epizode Oslobođenje Svetog Petra. 
Carica Licinia Eudoxia (supruga cara Valentinijana III.), dobila je okove na poklon od svoje majke Aelie Eudocie supruge bizantskog cara Teodozija II., koje je pokazala papi Lavu I. Aelia Eudocia je dobila ove okove kao poklon od Iuvenalisa, jeruzalemskog biskupa. Prema legendi, kada ih je Lav usporedio s okovima kojima je Sveti Petar bio okovan u rimskom Mamertine zatvoru, dvoji su se okovi čudesno spojili. Okovi se čuvaju u relikvijaru ispod glavnog oltara bazilike.
Bazilika koju posvećuje 439. papa Siksto III., prolazi kroz nekoliko restauracija, između ostalih Hadrijan I. a i jedne u 11. stoljeću. Između 1471. i 1503. godine, godine koje je izabran papa Julije II., rođak pape Siksta IV., kardinal Della Rovere pravi značajnije izmjene u izgledu bazilike. Portik bazilike koji je dodan 1475. pripisuje se Bacciu Pontelliju dok se sagradnja klaustara (149.3-1503.) pripisuje Giulianu da Sangallu. Kasniji radovi napravljeni su početkom 18. stoljeća pod vodstvom Francescom Fontanom a slijedi i obnova 1875. godine.
Titulus  "S. Petri ad vincula" dodijeljen je 20. studenog, 2010. Donaldu Wuerlu. Prethodnik mu je bio kardinal Pío Laghi, koji je umro 11. siječnja 2009. godine.
Dvojica papa izabrana su u ovoj crkvi : papa Ivan II., 533. i papa Grgur VII., 1073. godine. Crkva je sagrađena na brežuljku Colle Oppio nedaleko postaje podzemne željeznice Cavour nedaleko Colosseuma. Uz Baziliku je zgrada tehničkog sveučilišta La Sapienze.

## Unutrašnjost
U unutrašnjosti je brod s dva prolaza i tri apside razdvojene antičkim dorskim stupovima.
Statua Mojsija završena je 1515., i trebala je biti originalno jedna od 47 slobodnostojećih statua za grobnicu pape Julija II. ali postaje centralna statua odmah uz papin grob. Mojsije je isklesan s rogovima a razlog za to je pogrešno prevođenje s hebrejskog gdje se "snop svjetla" i " rogovi" slično izgovaraju. U to vrijeme, ova vrsta ikonografskog simbolizma je bila normalna pri klesanju sakralnih objekata, jer je bilo lakše prikazati rogove nego zrake svjetla.
Drugi umjetnički radovi uključuju Guercinova platna  Svetog Augustina i Svete Margarete, spomenik kardinalu Girolamu Agucchiju kojeg je dizajnirao Domenichino i koji je također nacrtao fresku u sakristiji bazilike; Oslobođenje Svetog Petra (1604.). 
Slika iza oltara u prvoj kapeli na lijevoj strani koju je nacrtao Cristoforo Roncalli je "Skidanje s križa". Za grobnicu kardinala Nikole Kuzanskog iz 1464., s njenim reljefom "kardinal Nikola pred Svetim Petrom", zaslužan je Andrea Bregno.
Slikar i kipar Antonio Pollaiuolo sahranjen je lijevo od ulaza. Ovaj kipar, podrijetlom iz Firence, dodao je figure Romula i Rema na kapitolijsku vučicu. 
Arheolozi su 1876. otkrili grobnicu za koju se vjerovalo da sadrži ostatke makabejskih mučenika, opisanih u Drugoj knjizi o Makabejcima 7-41. Teško je povjerovato da su ovo ostaci židovskih mučenika koji su žrtvovali svoje živote u Jeruzalemu. Njihov spomen da je istog dana kada i spomen dan čuda spajanja dvaju okova, 1. kolovoza svake godine.
Treći oltar u lijevom prolazu sadrži mozaik svetog Sebastijana iz 7. stoljeća. Ovaj mozaik se poistovjećuje s izbijanjem kuge u Paviji, gradu smještenom u sjevernoj Italiji. Kuga se mogla zaustaviti jedino ako bi se oltar Svetog Sebastjana sagradio u crkvi Sveti Petar u okovima u tom gradu. Ovaj priča prihvaćeba je u Rimu i odatle dolazi i oltar.

## Grob Julija Klovića
U crkvi je pokopan hrvatski umjetnik Julije Klović koji slovi kao najznačajniji minijaturist onoga doba. Na nadgrobnom spomeniku uklesano je Ivlio Clovio de Croatia.

## Galerija
- Statua Michelangelovog Mojsija u bazilici
- Relikvijar s okovima Svetog Petra
- Freske Giacoma Coppia iz (1577.)
- Mozaik Svetog Sebastijana
- Nadgrobni spomenik Juliju Kloviću u crkvi
- Nadgrobni spomenik Juliju Kloviću

## Vanjske poveznice
- Sveti Petar u okovima na romecity.it